# Windischleuba
Windischleuba ist eine Gemeinde im thüringischen Landkreis Altenburger Land. Sie gehört der Verwaltungsgemeinschaft Pleißenaue an.

## Lage
Windischleuba liegt nordöstlich der Stadt Altenburg an der Bundesstraße 7 und westlich im Tal der Pleiße im Altenburger Lösshügelland, einem Ausläufer der Leipziger Tieflandbucht. Östlich befindet sich eine Talsperre der Pleiße zur Wasserregulierung und Beregnung.

### Nachbargemeinden
Angrenzende Gemeinden sind (im Uhrzeigersinn) Fockendorf in Thüringen, die sächsische Stadt Frohburg im Landkreis Leipzig, Langenleuba-Niederhain, Nobitz, die Kreisstadt Altenburg, Gerstenberg und Treben in Thüringen.

### Ortsteile mit Datum der Eingemeindung
| Ehemalige Gemeinde | Datum        | Anmerkung                        |
| ------------------ | ------------ | -------------------------------- |
| Bocka              | 01. 1973     | Eingemeindung nach Windischleuba |
| Borgishain         | 01. 07. 1950 | Eingemeindung nach Windischleuba |
| Pähnitz            | 01. 07. 1950 | Eingemeindung nach Windischleuba |
| Pöppschen          | 01. 07. 1950 | Eingemeindung nach Bocka         |
| Remsa              | 01. 07. 1950 | Eingemeindung nach Windischleuba |
| Schelchwitz        | 01. 07. 1950 | Eingemeindung nach Windischleuba |
| Zschaschelwitz     | 01. 07. 1950 | Eingemeindung nach Windischleuba |

### Wappen
Zur Wappengenese teilte die Ortschaftsverwaltung/Ortschronistin im November 2023 schriftlich mit: 1994 wurde das Ortswappen nach Sichtung mehrerer Entwürfe von der Gemeindeverwaltung beschlossen/ausgewählt. Es hatte kurz zuvor eine Bürgerbeteiligung zur Auswahl eines von vier vorgeschlagenen Versionen gegeben.
Der blaue Hintergrund symbolisiert das Wasser des Flusses Pleiße und der hiesigen Teiche. Der Storch steht für die hier früher häufig vorkommenden Störche und das hiesige Naturschutzgebiet. Der Turm soll der des Schlosses sein. Die acht Lindenblätter symbolisieren die acht Ortsteile.

## Geschichte
Eine Wasserburg war für die Sicherung des Pleißeübergangs für die Nordwest-Südost-Verbindung des mitteldeutschen Raumes über Chemnitz mit dem Böhmischen Becken und Prag verantwortlich. In der 2. Hälfte des 13. Jahrhunderts wurde ein Ritter Heinrich von Luben erwähnt, der höchstwahrscheinlich für diese Burg verantwortlich und vielleicht auch Namensgeber war.
Der Ortsname Windischleuba ist entgegen der volksetymologischen Deutung nicht aus der Wurzel „wendisch“ abgeleitet. In der urkundlichen Ersterwähnung von 1244 ist von einem Ort Luben minor (Kleinleuben) zur Unterscheidung von Luben major (Großleuben = Langenleuba) die Rede. Auch in späteren Jahrhunderten existierte noch die Nebenform „Wenigenleube(n)“.
Lehnsherren waren später die Vögte von Weida und im 13. Jahrhundert die Burggrafen von Altenburg. Aus deren Besitz überließ Burggraf Heinrich IV. dem Deutschen Orden zu Altenburg im Jahr 1289 die Nutzung des Seebischholzes östlich von Windischleuba. Windischleuba kam nach dem Aussterben der Altenburger Burggrafen im Jahr 1329 als Erbe an die Burggrafen von Leisnig, bevor nach deren Aussterben 1538 das ernestinische Sachsen die Herrschaft übernahm. Im 16. Jahrhundert wurde die Wasserburg zum Schloss umgebaut. Das Schloss und sein Umfeld sind noch heute gut erhalten.
In der Folgezeit gehörte Windischleuba zum wettinischen Amt Altenburg, welches ab dem 16. Jahrhundert aufgrund mehrerer Teilungen im Lauf seines Bestehens unter der Hoheit folgender Ernestinischer Herzogtümer stand: Herzogtum Sachsen (1554 bis 1572), Herzogtum Sachsen-Weimar (1572 bis 1603), Herzogtum Sachsen-Altenburg (1603 bis 1672), Herzogtum Sachsen-Gotha-Altenburg (1672 bis 1826). Bei der Neuordnung der Ernestinischen Herzogtümer im Jahr 1826 kam der Ort wiederum zum Herzogtum Sachsen-Altenburg. Nach der Verwaltungsreform im Herzogtum gehörte Windischleuba bezüglich der Verwaltung zum Ostkreis (bis 1900) bzw. zum Landratsamt Altenburg (ab 1900). Windischleuba gehörte ab 1918 zum Freistaat Sachsen-Altenburg, der 1920 im Land Thüringen aufging.
In dem heutigen Ortsteil Pöppschen kam es Anfang März 1919 insoweit zu einem historischen Ereignis, als es dort sowie in den Gemeinden Rositz und Gorma zu den ersten bekannten Anwendungsfällen unmittelbarer Gemeindedemokratie gekommen ist. Dabei setzten 90 der 137 Wahlberechtigten durch, dass die Zahl der Gemeinderatsmitglieder zu den Wahlen am 2. März 1919 von sechs auf neun erhöht wurde.
Zwischen 1922 und 1952 gehörte Windischleuba zum thüringischen Landkreis Altenburg, danach zum Kreis Altenburg im Bezirk Leipzig, der 1990 wieder zu Thüringen kam und 1994 im Landkreis Altenburger Land aufging. Am 1. Juli 1950 wurden Borgishain, Pähnitz, Remsa, Schelchwitz und Zschaschelwitz nach Windischleuba eingemeindet. Bocka mit Pöppschen folgte am 1. Januar 1973.

### Einwohnerentwicklung
Entwicklung der Einwohnerzahl (Stand jeweils 31. Dezember):
| - 1580: 0.232 - 1672: 0.180 - 1833: 0.381 - 1871: 0.562 - 1910: 0.855 - 1939: 0.928 - 1946: 1.066 - 1964: 1.817 | - 1994: 1.894 - 1995: 1.994 - 1996: 2.108 - 1997: 2.309 - 1998: 2.358 - 1999: 2.374 - 2000: 2.350 - 2001: 2.334 | - 2002: 2.310 - 2003: 2.282 - 2004: 2.249 - 2005: 2.250 - 2006: 2.207 - 2007: 2.179 - 2008: 2.150 - 2009: 2.121 | - 2010: 2.097 - 2011: 2.071 - 2012: 2.051 - 2013: 2.027 - 2014: 1.995 - 2015: 1.990 - 2016: 1.960 - 2017: 1.939 | - 2018: 1.925 - 2019: 1.911 - 2020: 1.897 - 2021: 1.889 - 2022: 1.894 - 2023: 1.861 |

Datenquelle: bis 1964 Das Altenburger Land (= Werte unserer Heimat. Band 23). 1. Auflage. Akademie-Verlag, Berlin 1973.
seit 1994 Thüringer Landesamt für Statistik

## Politik

### Gemeinderat
Seit der Kommunalwahl vom 26. Mai 2024 setzt sich der Gemeinderat wie folgt zusammen (mit Vergleichszahlen der Wahlen 2019 und 2014):
| Partei / Liste                    | Stimmenanteil | Sitze  |                 | Ergebnis 2019   | Ergebnis 2014 |
| CDU                               | 48,0 %        | 6      | 50,7 %, 7 Sitze | 53,8 %, 8 Sitze |               |
| Alternative für Deutschland (AfD) | 23,2 %        | 3      | 11,6 %, 1 Sitze | –               |               |
| Sportclub Windischleuba e. V.     | 19,5 %        | 2      | 8,2 %, 1 Sitz   | 15,1 %, 2 Sitze |               |
| FWG Pähnitz                       | 09,3 %        | 1      | 6,5 %, 1 Sitz   | –               |               |
| Feuerwehr Windischleuba           | –             | –      | 10,2 %, 1 Sitze | 12,9 %, 2 Sitze |               |
| Freie Wähler Windischleuba        | –             | –      | 6,9 %, 1 Sitz   | 10,7 %, 1 Sitze |               |
| WG Pawelczyk                      | –             | –      | 06,0 %, 0 Sitze | –               |               |
| WV Remsa                          | –             | –      | –               | 4,2 %, 1 Sitz   |               |
| Wahlbeteiligung                   | 64,9 %        | 64,9 % | 61,0 %          | 52,2 %          |               |

### Bürgermeister
Bürgermeister von 1994 bis 2002 war Uwe Duske. Von 2002 bis 2009 bekleidete der CDU-Politiker Ulrich Bernhard dieses Amt. Die Wahl 2009 gewann Gerd Reinboth (CDU). Er wurde am 16. November 2014 mit einer Mehrheit von 98,7 % ohne Gegenkandidaten und einer Wahlbeteiligung von 37,3 % (+ 4,0 %p) im Amt bestätigt. Am 1. November 2020 wurde er mit 98,8 % der gültigen Stimmen bei einer Wahlbeteiligung von 37,9 % erneut gewählt.

## Wirtschaft und Infrastruktur

### Wasserver- und Abwasserentsorgung
Die Aufgaben der Wasserver- und Abwasserentsorgung hat die Gemeinde dem Zweckverband Wasserver- und Abwasserentsorgung Altenburger Land übertragen.

## Kultur und Sehenswürdigkeiten

### Schloss

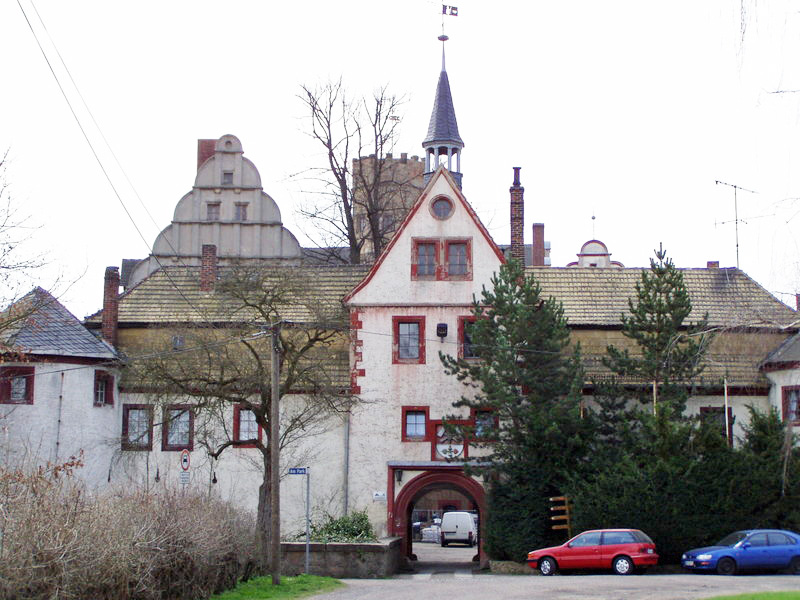
Schloss Windischleuba, langjährige Wohnstätte des Dichters Börries von Münchhausen

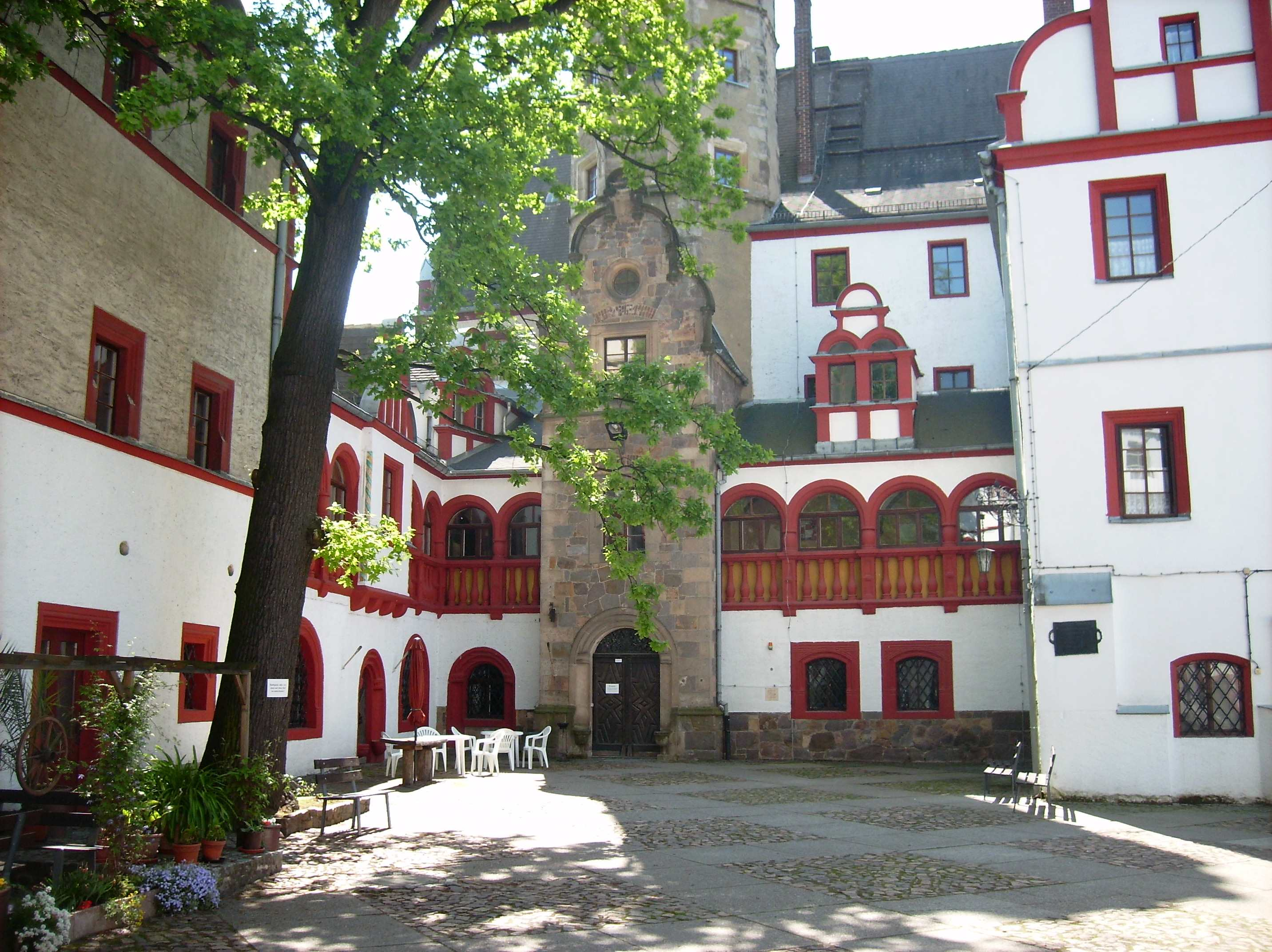
Schlosshof

Um 925 wurde die Burg Windischleuba gegründet, welche als Grenzveste zum Schutz von Altenburg diente. Um 1244 waren Heinrich von Kohren und Hugo zu Stolberg die Besitzer der Burg. Später, kurz nach 1300, ging die Lehensherrschaft über Windischleuba von den meinheringischen Burggrafen von Meißen auf die Burggrafen von Leisnig über. Nach mehreren Besitzern blieb Windischleuba bis 1650 im Besitz derer von der Gabelentz. 1632 brannte im Dreißigjährigen Krieg Schloss Windischleuba nieder. Im Jahre 1677 erwarb Georg Ernst von Zehmen von der Fürstlichen Rentenkammer das Rittergut Windischleuba mit seinem Schloss. Dort heiratete er 1678 auch Christiane Sophie von Thumbshirn, Tochter von Wolfgang Conrad von Thumbshirn der einer der Verhandlungsführer des Westfälischen Friedens und Herzöglich Sächsisch-Altenburgischer Kanzler war. 1705 wurde Georg Ernst von Zehmen Oberhofmarschall vom Fürstentum Altenburg und 1716 Amtshauptmann der Wachsenburg sowie 1719 von Gotha. Seine Tochter Sophie Elisabeth von Zehmen erwarb das Rittergut 1739 von ihrem Bruder. Sie war seit 1703 mit dem Fürstlich Sächsischen Oberstallmeister zu Altenburg Johann Georg von Lindenau verheiratet. 1880 kaufte es Börries Freiherr von Münchhausen (* 1845; † 1931), Gutsbesitzer im niedersächsischen Moringen, der 1873 Clementine von der Gabelentz aus dem benachbarten Schloss Poschwitz geheiratet hatte. Das Windischleubaer Schloss war verfallen und galt als kaum wiederherstellbar. Münchhausens bauten es bis 1886 aber wieder gänzlich auf, wobei sie die alten Formen rekonstruieren ließen. In diesem Zustand ist das Schloss bis heute erhalten. 1920 zogen sie sich nach Apelern zurück und übergaben das Schloss ihrem gleichnamigen Sohn, dem völkischen Balladendichter Börries von Münchhausen (* 1874; † 1945), der es mit seiner Familie bewohnte. Sein einziger Sohn Börries verunglückte 1934 mit 29 Jahren tödlich und die Ehefrau des Dichters starb im Januar 1945. Börries von Münchhausen, der in der vom Reichsministerium für Volksaufklärung und Propaganda, Joseph Goebbels und Adolf Hitler 1944 zusammengestellten, 36 Seiten umfassenden „Gottbegnadeten-Liste“ als Schriftsteller aufgeführt worden war, beging einen Monat vor dem Einmarsch der US-Truppen im März 1945 Suizid. 1945 wurde die Familie enteignet und das gotische Inventar teilweise nach Altenburg verbracht.
Landschulheim Windischleuba
Im Zuge der Bodenreform wurden am 1. Oktober 1945 250 Hektar „Junkerland“ derer von Münchhausen zunächst an 20 Neubauern, zwei Kleinbauern und einen Gärtner verteilt, die anschließend zur Einbringung des Landes in eine LPG gezwungen wurden.
Auf Betreiben des Schulrates von Altenburg, Erich Knippel (KPD), fiel die Entscheidung, in Windischleuba eine zwölfklassige Zentralschule aufzubauen und das Schloss als dazugehöriges Schulinternat einzurichten. Wo bis 1945 eine Adelsfamilie von drei Personen und sieben Angestellte gewohnt hatten, sollten in Zukunft 120 Kinder leben und im Sinne des DDR-Regimes geformt werden.
Im November 1946 zogen die ersten 26 Jungen und Mädchen, im September 1947 weitere 32 Jungen und Mädchen in das Schloss ein. Freie Unterkunft und Verpflegung wurden jedem Kind gewährt, dessen elterliches Netto-Monatsgehalt bis zu 250 RM betrug. Die Leitung der Schule und des Heimes wurde ab Mai 1947 Ehrenfried Winkler (später „Verdienter Lehrer des Volkes der DDR“), die Wirtschaftsleitung seiner Frau übertragen. Die Verantwortung für die Wirtschaftsleitung und Heimerziehung übernahm im März 1948 dann Brunhilde Weide.
Einrichtung, Entwicklung und Unterhalt des „Landschulheimes“, wie es offiziell genannt wurde, erfolgten unter den Schwierigkeiten der Mangelwirtschaft der Nachkriegszeit, was z. B. Verpflegung, Heizung, Ausstattung der Schlaf- und Arbeitsräume, Bereitstellung von Lehrmaterialien etc. betraf.
Am 1. Mai 1950 wurde der Grundstein für einen Schulneubau gelegt. Schüler und Lehrer leisteten Tausende mehr oder minder freiwillige Arbeitsstunden, Bauern des Ortes stellten für hunderte Stunden Gespanne für Transportarbeiten zur Verfügung. 1952 wurde die neue Schule bezogen. Zu dieser Zeit wohnten 126 Schülerinnen und Schüler als Internatsschüler im Schloss, andere kamen als „Fahrschüler“ mit dem Fahrrad täglich aus den umliegenden Orten in die Oberschule.
1951 legten die ersten Abiturienten ihre Reifeprüfung ab.
Nach Ehrenfried Winkler wurde Hans-Erich Günther 1954 Direktor der Oberschule, die Internatsleitung übernahm einer der ersten Abiturienten der Schule, Manfred Hainich.
Parallel zur Lernarbeit und der politischen Indoktrination spielten kulturelle Aktivitäten im Internatsleben eine große Rolle. Es gab einen Schulchor, eine Volkstanzgruppe, und ein „politisch-satirisches Kabarett“. Die Internatsschüler unterhielten ein Theateranrecht am Landestheater Altenburg und nahmen mit Aktivitäten am kulturellen Leben der Gemeinde und der Kreisstadt teil. Ein Höhepunkt war die „kleine Friedensfahrt“, die jeweils am „Tag des Lehrers“ veranstaltet wurde. Internat und Erweiterte Oberschule endeten im Jahr 1975, die Schüler besuchten von dieser Zeit an die Erweiterte Oberschule „Karl Marx“ in Altenburg.
Wiederbelebungstreffen des deutschnationalen, sozialdemokratischen Hofgeismarer Kreises
1992 trafen sich ein paar Dutzend junge Sozialdemokraten auf Schloss Windischleuba, um an die Tradition des Hofgeismarer Kreises anzuknüpfen. Führend waren dabei der damalige Leipziger Jusovorsitzende und Junge-Freiheit-Autor Sascha Jung, Bernd Rabehl und Tilman Fichter.
Karl‐Heinz Hoffmann, Rittergut Sahlis, Windischleuba und Neonazis
In der Synopsis zum 2013 erschienenen Buch Der Baron, die Juden und die Nazis der Publizistin Jutta Ditfurth über ihren Urgroßonkel Börries Freiherr von Münchhausen steht, dass „Karl‐Heinz Hoffmann, der Anführer der inzwischen verbotenen Wehrsportgruppe Hoffmann (WSG) und einer der brutalsten und bekanntesten deutschen Nazis, das frühere Rittergut Sahlis“ kaufte. Weiter heißt es, „2004 begrüßten Lokalpolitiker ihn als neuen Eigentümer des Münchhausenschen Rittergutes. Die sächsische Regierung gewährte Hoffmann 114.942,15 Euro Zuschuss für die Renovierung der Immobilie. Nicht genug. Schloss Windischleuba ist heute eine Jugendherberge, sie liegt nur wenige Kilometer vom Rittergut Sahlis entfernt. 2008 versammelten sich dort Nazis. Sie hörten Reden von Hitler und Goebbels, und einer hielt eine Lobrede auf Börries Freiherr von Münchhausen.“
Heute dient das Schloss als Jugendherberge. Der Club der Ehemaligen (CdE) der Deutschen Schülerakademie veranstaltete dort von 2008 bis 2018 und seit 2023 wieder seine WinterAkademie. Die Jugendherberge wurde 1977 eröffnet und galt als eine der schönsten in der DDR. Durch die beiden Hochwasser in den Jahren 2002 und 2013 wurde sie in Mitleidenschaft gezogen.

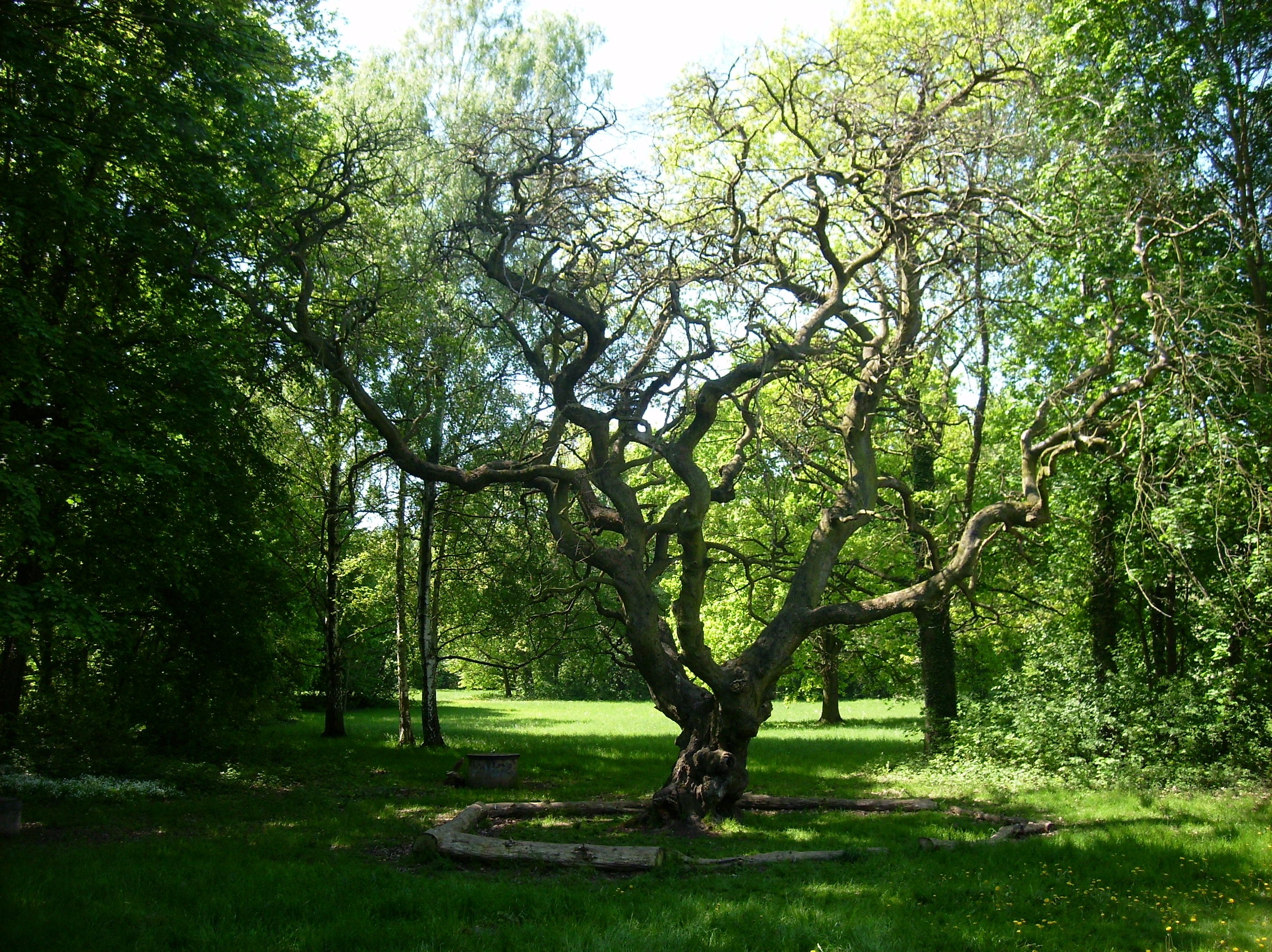
Im Schlosspark

### Park
Im an die Pleiße grenzenden Schlosspark stehen dendrologische Kostbarkeiten wie die alte panaschierte Sumpf-Eiche, der Silber-Ahorn und eine seltene Süntelbuche, ein von Börries von Münchhausen senior 1886 gepflanzter Sämling der bekannten Tilly-Buche. Im Jahr 2006 wurde in unmittelbarer Nähe der alten Süntelbuche, welche im Jahr 2007 bedingt durch Alter und Vandalismus endgültig abgestorben ist, eine neue Süntelbuche angepflanzt. Der Park wird in den Werken des Balladendichters Börries von Münchhausen mehrfach beschrieben als „Ein Schloß in Wiesen“.

### Kirche
Die Nikolai-Kirche wurde 1492 geweiht, sie beherbergt die einzige erhaltene Trampeli-Orgel in Ostthüringen.

### Grabdenkmäler der Rittergutsbesitzer
Auf dem ehemaligen (alten) Friedhof der Nikolauskirche befinden sich laut Denkmalliste bedeutende barocke Grabmale. Im Innern der Dorfkirche St. Nikolaus befindet sich ein marmornes Grabmal des Rittergutsbesitzers Georg Ernst von Zehmen (gest. 1728). Kirche und alter Friedhof sind aktuell (2023) unzugängig/gesperrt.
Eine ehemals an der Nikolauskirche angebaute Grabkapelle derer von der Gabelentz wurde in der DDR-Zeit abgerissen.
Auf dem nahegelegenen neuen/jüngeren Friedhof befindet sich im hinteren (südwestlichen) Teil eine separierte Grabanlage der Rittergutsbesitzer von Windischleuba (bis 1945).
Hier liegen Grabplatten und Grabmonumente derer von der Gabelentz und derer von Münchhausen. Neben beiden einfachen Grabplatten aus rotem Porphyr für den Schriftsteller Börries von Münchhausen (1874–1945) und seiner Frau Anna (1871–1945) liegt das monumentalere Grab des Vaters (1845–1931) von Börries, der auch Börries hieß. Dessen Porphyrplatte ist mit bronzenem Wappen (figürlich: Mönch) und bronzenem Ritterhelm (Relief eines Stechhelms) verziert. (Stand 2023)
Clementine von der Gabelentz (Daten?) war mit Börries (1845–1931) verheiratet. Die Frau dessen Sohnes Börries (1874–1945), dem Schriftsteller, die verwitwete Rittergutsbesitzerin Anna (Maria Elisabeth) Crusius, geborene von Breitenbuch verstarb 1945 an den Folgen eines Schlaganfalles noch vor dem Selbstmord ihres Mannes. 
Der gemeinsame Sohn von Anna und dem Schriftsteller Börries, der auch Börries hieß, ihr einziges gemeinsames Kind, wurde 1904 geboren und verstarb schon 1934 an den Folgen eines Autounfalles. Die Rittergüter der hiesigen Münchhausens wurden 1945/1949 enteignet (Rittergut Sahlis sowie Rittergut und Schloss Windischleuba in der DDR) bzw. gingen an die zwei Stiefkinder die Anna aus der Ehe mit Crusius mitbrachte (westdeutscher Besitz, u. a. Rittergut Parensen).
Wohl alle genannten Personen liegen hier begraben, doch deren Grabinschriften sind teilweise kaum noch lesbar.
Die von der Gabelentz waren auch Besitzer des nahegelegenen Rittergutes mit Schloss Poschwitz.

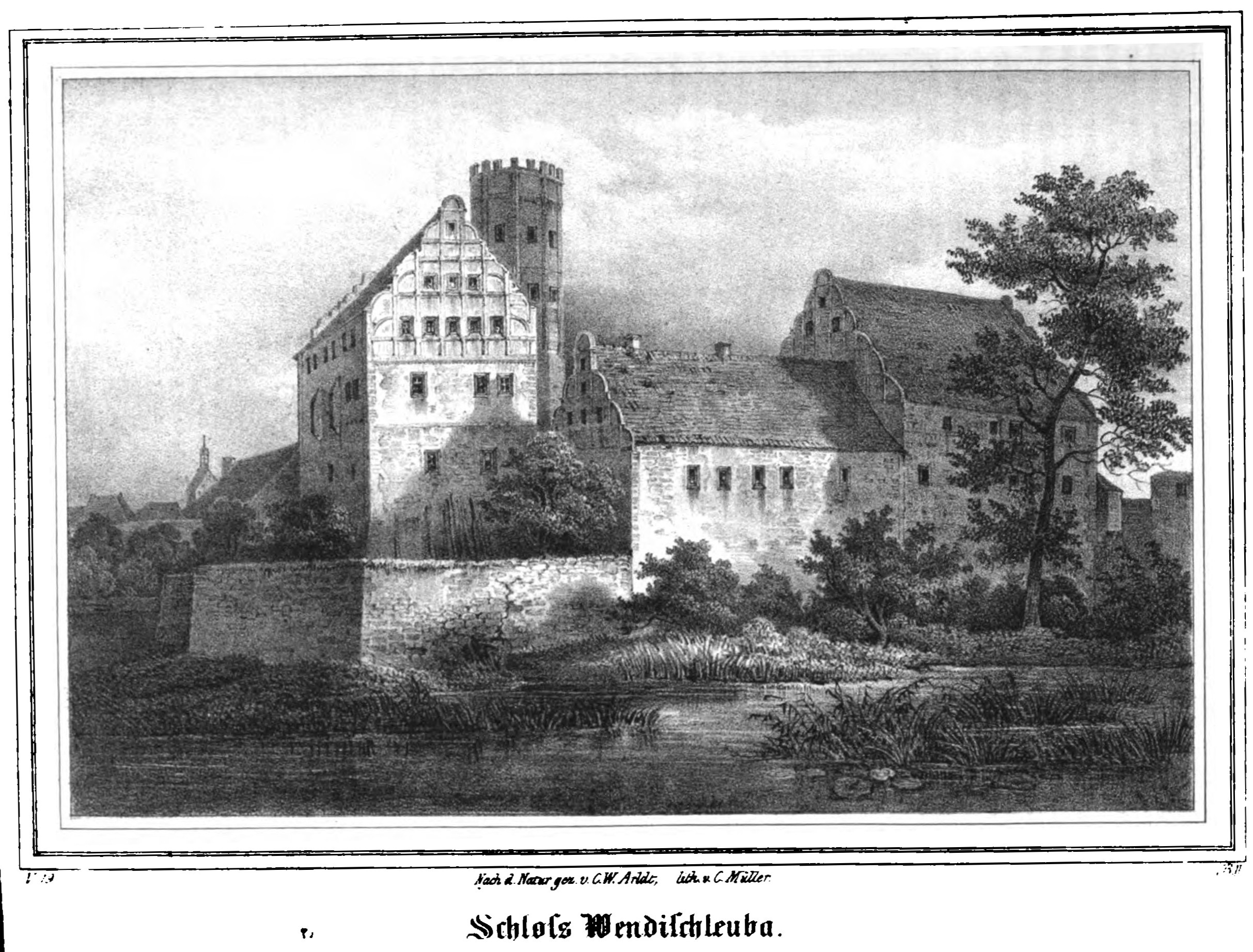
Das Schloss um 1840
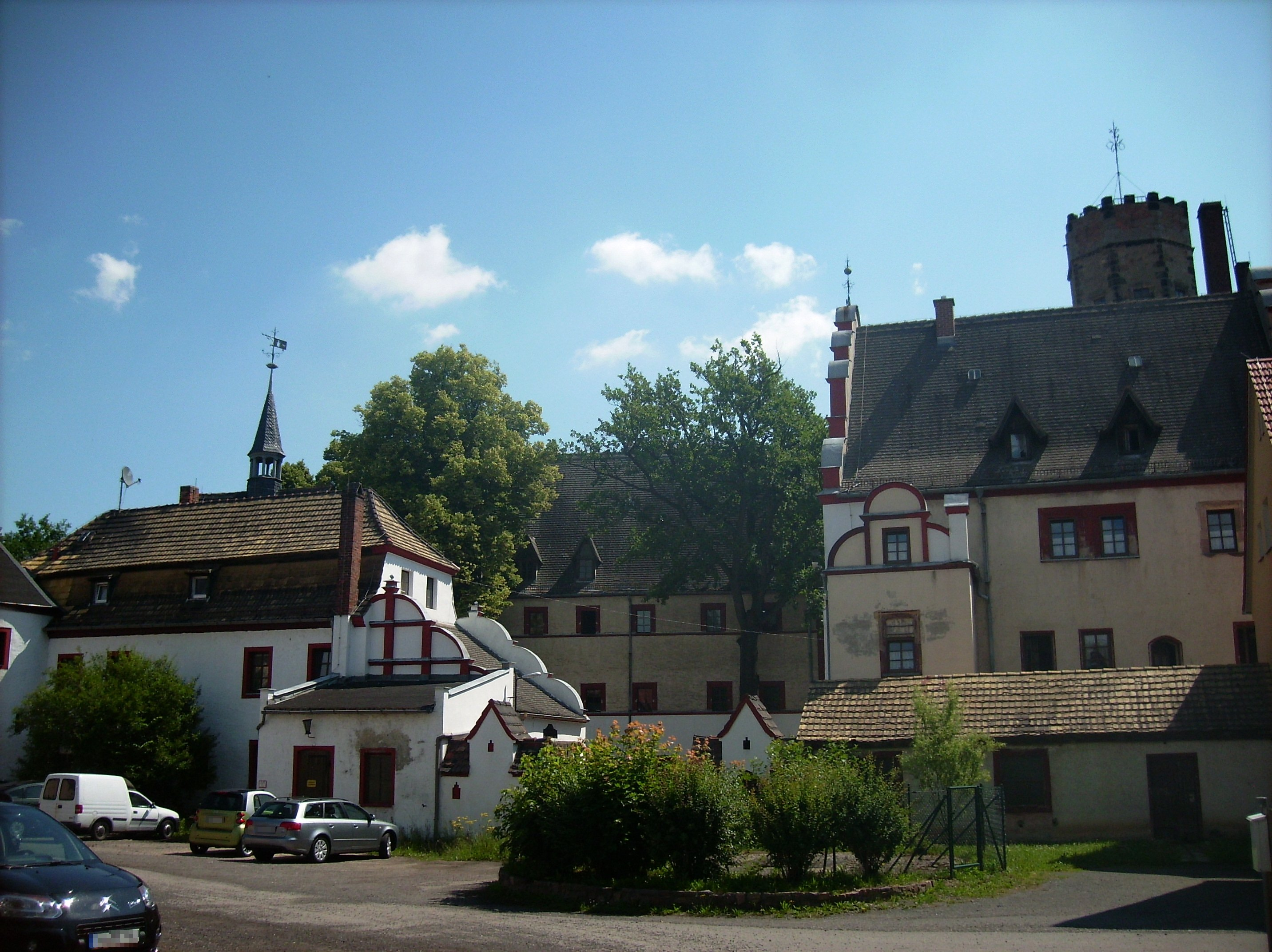
Schloss heute
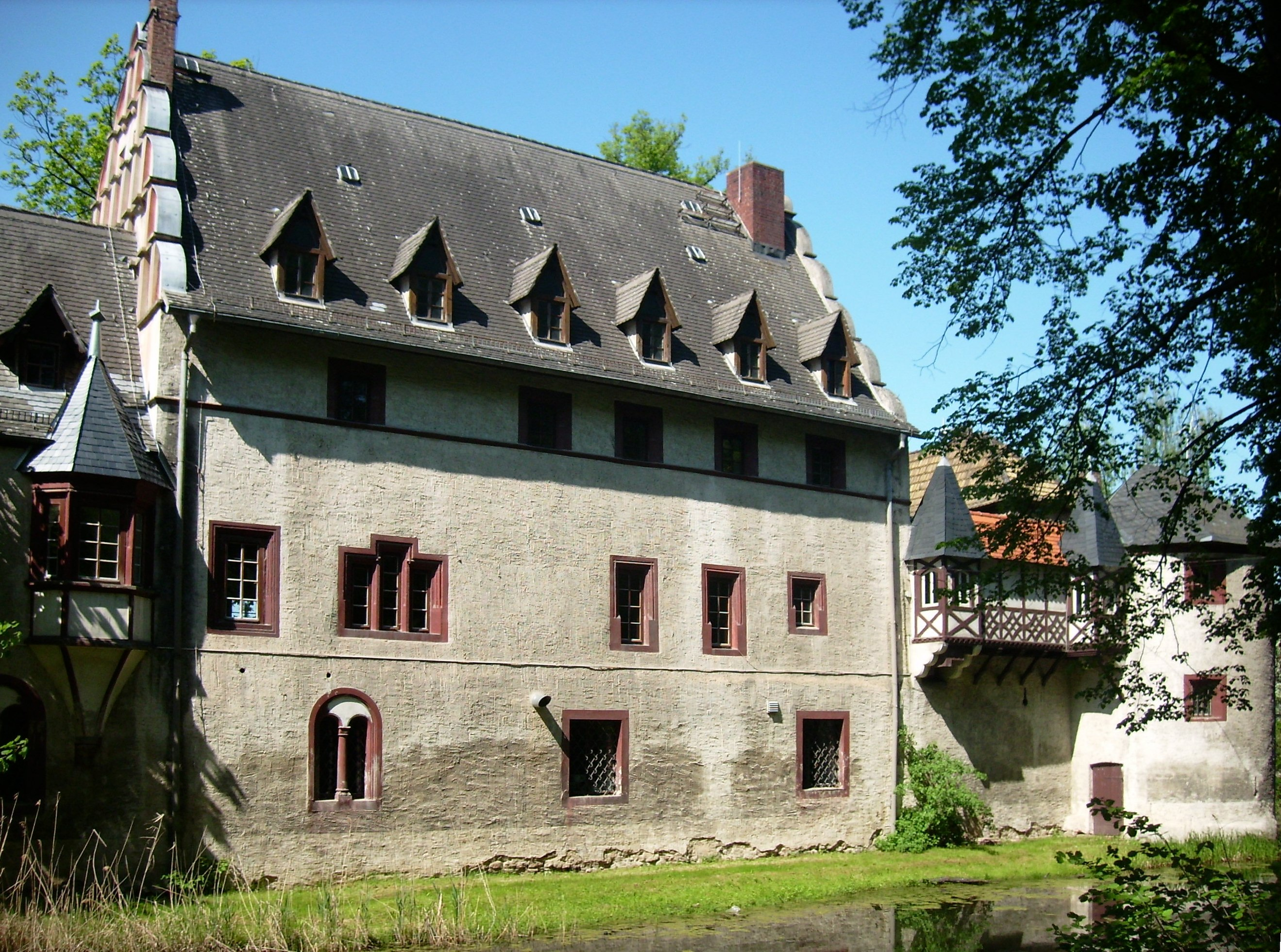
Schloss, Ostseite
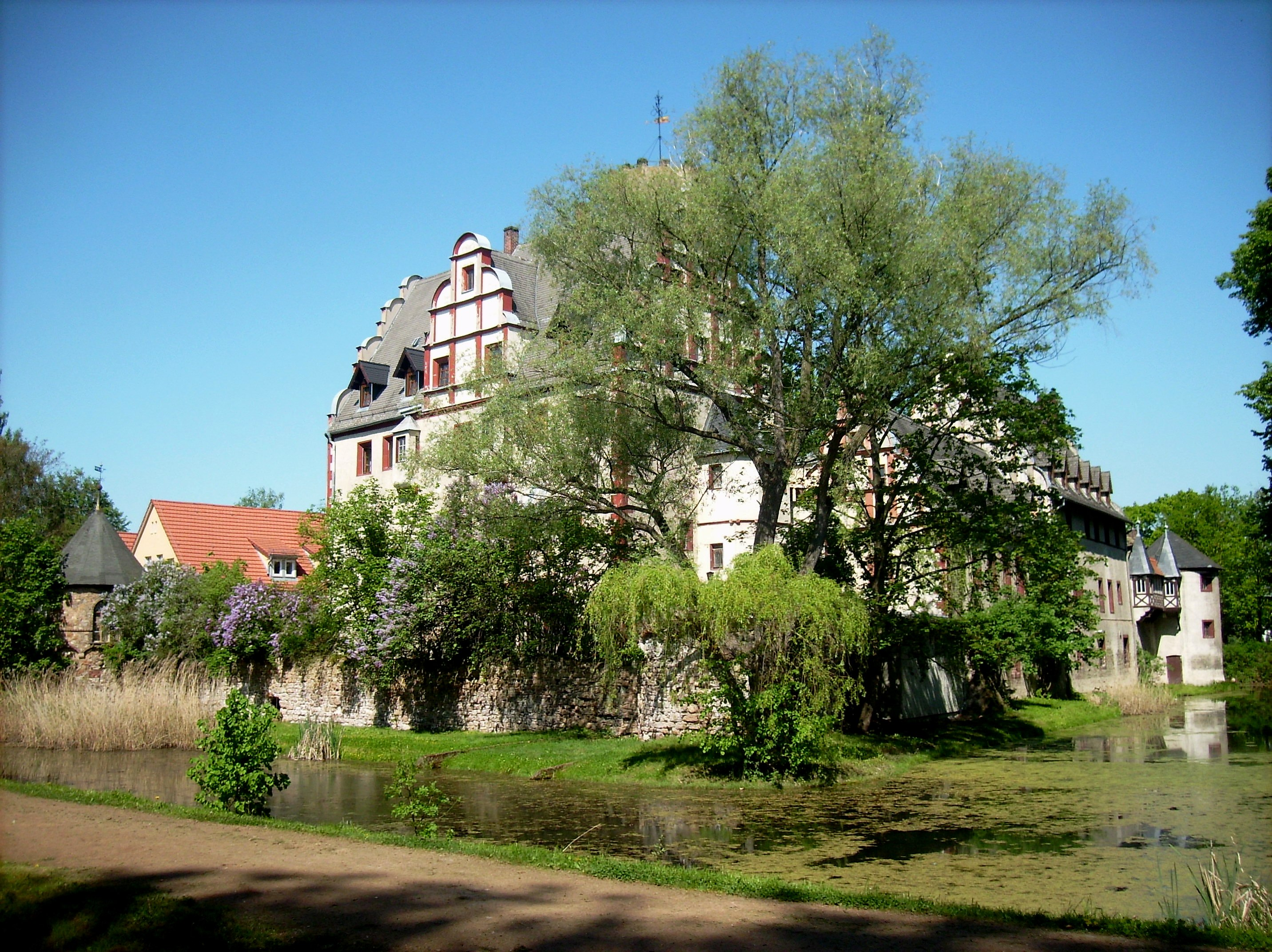
Schloss von Südosten
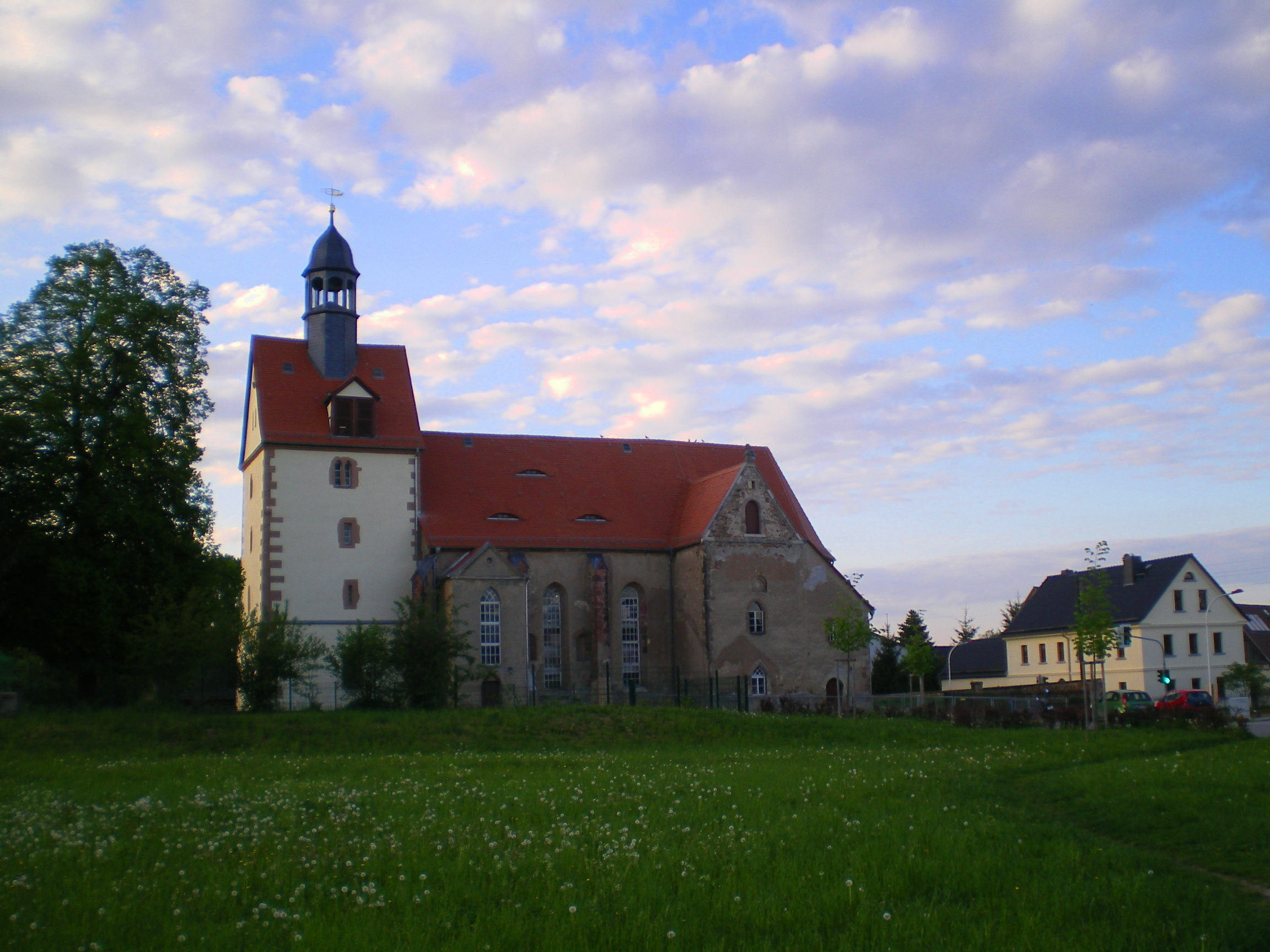
Nikolaikirche
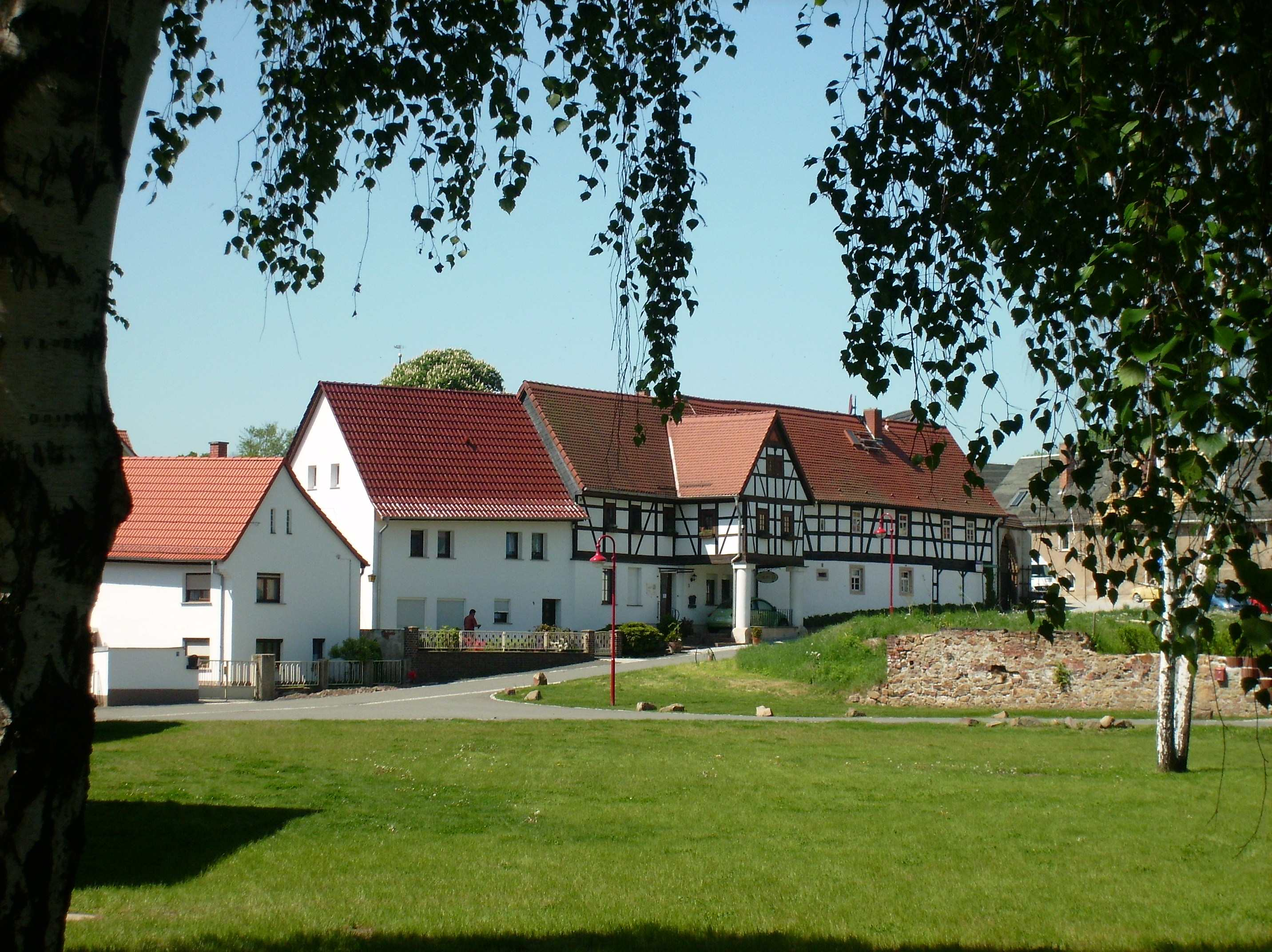
Alte Schmiede

## Persönlichkeiten
- Georg Ernst von Zehmen (gest. 1728), Rittergutsbesitzer
- Johann George von Lindenau (1704–1771), Erb-, Lehn- und Gerichtsherr
- Börries von Münchhausen (1845–1931), Jurist, Vater des gleichnamigen Schriftstellers, Besitzer der Güter Windischleuba sowie im heutigen Niedersachsen: Moringen, Parensen, Apelern, Remeringhausen und Nienfeld.
- Börries von Münchhausen (1874–1945), Schriftsteller
- Christian Gumprecht (* 1950), Landrat und Landtagsabgeordneter (CDU)
- Fritz Schröter (* 1953), Politiker und ehemaliger Landtagsabgeordneter (CDU)